# Dom Żołnierza Polskiego we Lwowie
Dom Żołnierza Polskiego we Lwowie – budynek zaprojektowany w okresie II Rzeczypospolitej.
Z inicjatywą budowy Domu Żołnierza Polskiego we Lwowie na początku lat 20. wystąpili dowódca Okręgu Korpusu Nr VI, gen. dyw. Juliusz Tadeusz Tarnawa-Malczewski oraz żołnierze garnizonu Lwów. Powstały gremia działające w tym kierunku: Komitet Opieki nad Żołnierzami (pod przewodnictwem Ludgardy Garapich, żony wojewody Pawła Garapicha) oraz Zespół Budowy Domu Żołnierza (1923, prezesem był starosta lwowski, Zaleski). Za datę początkową istnienia idei Domu Żołnierza Polskiego we Lwowie uznano powołanie przez kpt. Józefa Klinka Podoficerskiego Teatru Świetlnego 20 kwietnia 1923 w koszarach Gwardii przy ul. Kurkowej 12. W 1924 Klink powołał sekcję podoficerską Domu Żołnierza, która została przekształcona wkrótce w Ogniwo Podoficerów Zawodowych Garnizonu Lwowskiego, pod protektoratem mjr. Zygmunta Cšadka. W kolejnych latach powstawały kolejne organizacje zrzeszające środowiska wojskowe oraz prowadzono zbiórki na rzecz budowy domu. 22 maja 1928 odbyło się pierwsze walne zgromadzenie towarzystwa powołanego celem budowy Domu Żołnierza Polskiego we Lwowie (Komitet Budowy Domu Żołnierza); wybrano wówczas władze zarządu: prezes Jan Strzelecki (komisarz rządu), I wiceprezes gen. Janusz Głuchowski, II wiceprezes prof. dr Maksymilian Matakiewicz, zaś w zarządzie zasiedli znamienici obywatele miasta. W 1932 został zatwierdzony projekt trzypiętrowego gmachu budynku. Budowa została rozpoczęta w 1934 pod adresem Placu Petruszewicza 3. Projekt stworzyli Andrzej Frydecki i Stefan Porębowicz. Budowa została przerwana na przełomie 1934/1935 i nieukończona. Innymi projektantami budynku byli Tadeusz Stanisław Wróbel i Leopold Marcin Karasiński.
Po zakończeniu II wojny światowej budynek został ukończony w 1946, w jego gmachu został umieszczony Dom Młodzieży. Według innego źródła budowę ukończono w 1961 według założeń Ludmiły Niwiny.